# Tênis nos Jogos Pan-Americanos de 2007
O tênis nos Jogos Pan-Americanos de 2007 foi disputado nas quadras do Marapendi Country Club no Rio de Janeiro. Os torneios individual e em duplas feminino foram os primeiros a serem disputados, entre 18 e 22 de julho, seguidos dos eventos masculinos, entre 19 e 28 de julho.
As finais dos torneios de simples e duplas no masculino, no entanto, inicialmente previstas para ocorrerem no dia 28 de julho, tiveram de ser adiadas devido às chuvas constantes que se abateram sobre o Rio de Janeiro. A organização dos Jogos decidiu, já no dia 28 de julho, que as finais de ambos os eventos ocorreriam no dia 29, no Clube de Tênis do Recreio, que conta com quadras cobertas. O clube não fazia parte dos locais oficiais de competição, e suas acomodações modestas não permitiram a presença do público. Desta forma, apenas espectadores credenciados junto ao CO-Rio tiveram acesso às pequenas arquibancadas, e o valor do ingresso dos demais torcedores teve de ser devolvido.
A final de simples masculina teve lugar no início da tarde do dia 29 de julho; e a final de duplas no masculino começou às 15:15 (horário local, UTC -3), e forçou a organização dos Jogos a atrasar o início da Cerimônia de Encerramento dos Jogos, inicialmente prevista para as 17 horas, em cerca de 40 minutos, para que houvesse tempo de se concluir a partida.[carece de fontes?]
Adicionalmente, o adiamento de 24 horas ocorrido na realização da final de duplas no masculino acabou fazendo com que a dupla mexicana, formada pelos tenistas Víctor Romero e Santiago González, não estivesse presente à cerimônia de entrega de medalhas, ocorrida in loco no Clube do Recreio. Embora não tenha havido explicação oficial por parte do Comitê Olímpico Mexicano, a mídia local, durante a cobertura da cerimônia de premiação, apresentou como mais provável motivo que os tenistas não tenham podido esperar a realização tardia da final devido a compromissos no circuito profissional de tênis.[carece de fontes?]

## Países participantes
Vinte e três delegações participantes nos Jogos enviaram representantes aos torneio de tênis, totalizando 48 homens e 32 mulheres.
| - ANT Antígua e Barbuda (2) - AHO Antilhas Neerlandesas (1) - ARG Argentina (5) - BAH Bahamas (2) - BAR Barbados (2) - BOL Bolívia (1) - BRA Brasil (6) - CAN Canadá (2) - CHI Chile (6) - COL Colômbia (6) - CUB Cuba (6) - ESA El Salvador (2) | - USA Estados Unidos (6) - GUA Guatemala (4) - ISV Ilhas Virgens Americanas (2) - JAM Jamaica (2) - MEX México (6) - PAR Paraguai (4) - PER Peru (1) - PUR Porto Rico (2) - DOM República Dominicana (3) - URU Uruguai (4) - VEN Venezuela (6) |

## Calendário
|  | Dia de competição |  | Dia de final |

## Medalhistas
Masculino
| Evento           | Ouro                                           | Prata                                 | Bronze                                     |
| ---------------- | ---------------------------------------------- | ------------------------------------- | ------------------------------------------ |
| Simples detalhes | Flávio Saretta BRA Brasil                      | Adrián García CHI Chile               | Eduardo Schwank ARG Argentina              |
| Duplas detalhes  | Eduardo Schwank Horacio Zeballos ARG Argentina | Adrián García Jorge Aguilar CHI Chile | Santiago González Víctor Romero MEX México |

Feminino
| Evento           | Ouro                                          | Prata                                        | Bronze                                  |
| ---------------- | --------------------------------------------- | -------------------------------------------- | --------------------------------------- |
| Simples detalhes | Milagros Sequera VEN Venezuela                | Mariana Duque COL Colômbia                   | Betina Jozami ARG Argentina             |
| Duplas detalhes  | Jorgelina Cravero Betina Jozami ARG Argentina | Mariana Duque Karen Castiblanco COL Colômbia | Joana Cortez Teliana Pereira BRA Brasil |

## Quadro de medalhas
| Ordem | País          | Medalha de ouro | Medalha de prata | Medalha de bronze |    |
| ----- | ------------- | --------------- | ---------------- | ----------------- | -- |
| 1     | ARG Argentina | 2               |                  | 2                 | 4  |
| 2     | BRA Brasil    | 1               |                  | 1                 | 2  |
| 3     | VEN Venezuela | 1               |                  |                   | 1  |
| 4     | CHI Chile     |                 | 2                |                   | 2  |
| 4     | COL Colômbia  |                 | 2                |                   | 2  |
| 6     | MEX México    |                 |                  | 1                 | 1  |
| TOTAL | TOTAL         | 4               | 4                | 4                 | 12 |